# Dolmen de la Taula dels Lladres
El Dolmen de la Taula dels Lladres es un sepulcre megalític situat als vessants de la Serra de Rodes prop de La Selva de Mar (Alt Empordà), inclòs a l'Inventari del Patrimoni Arqueològic i Paleontològic de Catalunya.
És tracta d'un dolmen rectangular amb sis lloses que componen la caixa i una sola llosa inclinada amb gravats de coberta. La cambra té 1,30 m d'amplada i 2,20 m de llargada màxima. L'alçada interior es de 1,60 m.
El dolmen data de l'edat del bronze.
La coberta és rectangular, de secció rectangular i la seva posició devia de ser ajustada per tots els costats de la cambra. Presenta senyals de desbastament a la cara interna i els caires repicats. Estava profusament decorada amb cassoletes unides per reguerons, formant un motiu complex. El tipus d'accés a  la cambra devia ser de corredor, però no és visible.
El túmul devia de ser de tendència circular, d'uns 8 o 9 m, format amb reompliment de pedregar petit i alguna llosa més gran. No es conserven restes de l'anell de contenció extern. La coberta de la cambra presenta gravats corresponents a un motiu complex, en reticulat, format essencialment per 30 cassoletes unides per reguerons. També s'hi observen set cassoletes aïllades a la part central de la llosa, una cassoleta amb un petit regueró i dos reguerons sense cassoletes.